# Новгородская организованная преступная группировка
Новгородская ОПГ — мощная организованная преступная группировка, действовавшая в Великом Новгороде и Новгородской области с 1990-х годов по 2007 год.

## Создание группировки
Основатель ОПГ Николай Владимирович Кравченко родился в 1961 году в городе Боровичи Новгородской области. В 1980-х годах Кравченко начал работать водителем такси, иногда торговал водкой. Вскоре он стал личным водителем будущего второго лидера ОПГ — директора новгородской овощебазы Тельмана Мхитаряна.
К 1990-м годам ранее не судимый Кравченко, получивший к тому времени кличку «Коля Бес», стал бизнес-партнером Мхитаряна. Оба бизнесмена наладили тесный контакт с Михаилом Прусаком, который в 1991 году стал главой администрации Новгородской области, а в 1996 году занял пост губернатора. Мхитарян был официально назначен советником губернатора Прусака.
В 1990-х годах Мхитарян и Кравченко основали финансово-промышленную группу, в которую вошли завод «Стекловолокно», фарфоровый завод, завод по производству телевизоров «Квант». «Спектр», речной порт и многие другие предприятия. Одновременно Мхитарян и Кравченко создали преступную группировку. Большинство рядовых участников ОПГ числились сотрудниками ЧОП «Хантер» и нескольких других охранных предприятий. Учреждая эти ЧОПы, главари ОПГ приобрели таким образом большое количество легального оружия.

## Деятельность ОПГ
Со временем ОПГ взяла под контроль практически весь бизнес в Новгороде и области. Лидеров группировки интересовал не только крупный, но и малый бизнес. По утверждению многих новгородских бизнесменов, в области не было возможности вести бизнес и не платить «дань» ОПГ.
Кравченко разработал схему завладения чужим бизнесом, при которой участники ОПГ предлагали разнообразную помощь начинающему предпринимателю за незначительную долю бизнеса. Когда у бизнесмена хорошо налаживалось дело, бандиты его убивали и завладевали его бизнесом.
В 1990-х годах группировка вступила в конфликт с криминальным авторитетом Олегом Журавлевым за право контролировать новгородский мясокомбинат и ресторан «При дворе». В ноябре 1996 года возвращавшийся на автомобиле с отдыха Кравченко заметил на дороге автомобиль Журавлева. Бес тут же принял решение убить конкурента. Он приказал своим охранникам застрелить Журавлева, что и было исполнено на ближайшей автозаправке.
В середине 1990-х годов главным помощником Беса был вор в законе Ромашов. Со временем он стал критиковать Кравченко за убийства «не по понятиям». В 1997 году киллеры Голубев и Соколов расстреляли Ромашова из автоматов. Впоследствии они оба пропали без вести. После убийства Ромашова главным помощником Кравченко стал руководитель ЧОПа «Нов-Алекс» Олег Прокофьев. Позже он тоже стал выходить из-под контроля Кравченко. Для устрашения Прокофьева киллер убил его помощника Евгения из его же пистолета, представив эту смерть как самоубийство.
Кравченко участвовал в публичных мероприятиях и благотворительных акциях, давал интервью и был участником сюжетов на местном телевидении. В 1999—2003 годах главарь ОПГ по заочной ускоренной форме обучения окончил Ростовский строительный университет и юридический факультет НовГУ. В 2000 году Кравченко вместе с Мхитаряном был внесен в энциклопедию «Лучшие люди России».
Осенью 1998 года Мхитарян совместно с Кравченко преступным путём завладели акциями ОАО «Спектр», стоимостью более 10 миллионов рублей, ½ долей жилого дома в Великом Новгороде (стоимостью около 2 миллионов рублей) и недостроенной баней в деревне Глебово Новгородского района, (стоимостью более 450 тысяч рублей).
В 2000 году четырнадцать участников ОПГ приехали на «разборку» с группой из двенадцати бывших солдат-«афганцев» (в том числе из ЧОПа «Барракуда») во главе с предпринимателем Ивановым, который не желал подчиняться Бесу. Подчиненные Кравченко расстреляли Иванова и некоторых его охранников, а оставшиеся в живых впоследствии стали работать на Беса.
В 2002 году в Новгороде начала работать всероссийская сеть по торговле электроникой «Эльдорадо». Компания проработала в области около двух месяцев, после чего представители ОПГ потребовали у руководства филиала компании выплачивать группировке 50 процентов прибыли. После отказа руководителей новгородского «Эльдорадо» бандитами был убит бизнесмен Юрий Куприянов, сдавший компании помещение в аренду. Позже директор «Эльдорадо» Игорь Панко был убит вместе с охраной. Вскоре после этого бандитами были сожжены склады и магазин компании. После того, как руководители филиала пообещали принять меры, участниками ОПГ был убит директор завода «Волна» Виктор Алексеев, также сдавший «Эльдорадо» в аренду часть заводских помещений. Его преемник расторгнул все контракты с фирмой. В результате компания «Эльдорадо» была вынуждена покинуть Новгород, и единственным торговцем бытовой техникой в регионе остался бизнесмен Андрей Петровский по кличке «Реча», входивший в финансово-промышленную группу Кравченко и Мхитаряна.
На рубеже 2004—2005 годов Мхитарян и Кравченко, в результате вымогательства завладели контрольным пакетом акций ОАО «Новгородхлеб» (стоимостью более 35 миллионов рублей).
ОПГ поставила под свой контроль и известное предприятие «Новгородский мясной двор». Ранее им владел криминальный авторитет Игорь Бодин по кличке «Гарик Великолуцкий». Он был убит киллером у входа в администрацию Пскова. Позже владельцами его предприятия стали Кравченко и Михаил Прусак. Предприятие получило другое название — «Адепт».
По этой же схеме ОПГ завладевала и другими предприятиями. Так, человек по фамилии Зильберг, владевший несколькими рынками, не захотел передавать их под контроль группировки. Киллеры насильно вкололи Зильбергу большую дозу наркотика, после чего закрыли в собственном автомобиле, предварительно подбросив туда шприц. Зильберг скончался от передозировки.
По некоторым данным, Кравченко потребовал себе контрольный пакет акций «Новобанка». Но глава правления банка по фамилии Крок отказался. В итоге Крок был убит в собственной квартире, а контрольный пакет акций перешел к Кравченко.

### Конфликт с Игорем Никифоровым
Одним из самых длительных конфликтов группировки была её конфронтация с предпринимателем Игорем Никифоровым. Этот бизнесмен
не пожелал подчиняться группировке и создал свой ЧОП для охраны. Долгие годы бандитам не удавалось ни запугать, ни разорить, ни убить Никифорова. Но однажды они сумели жестоко избить бизнесмена, блокировав и разоружив его охрану. После этого Никифоров уехал из Новгорода, однако продолжил руководить своим бизнесом. К тому времени не менее шести его бизнес-партнеров и ближайших сотрудников были убиты киллерами. В итоге усилиями бандитов Никифоров был арестован по ложному обвинению и заключен в СИЗО, где и провел несколько лет без каких-либо серьезных доказательств его вины.
По похожей схеме ОПГ завладела бизнесом владельца фирмы «Поместье» Лавренова. Сначала участники группировки потребовали у него долю в бизнесе, а потом добились ареста Лавренова, подбросив правоохранительным органам экономический компромат на бизнесмена. После этого ЧОП «Хантер» установил контроль над принадлежавшей Лавренову оптовой продовольственной базой, деревообрабатывающим предприятием и четырьмя продовольственными магазинами.

## Конец ОПГ
В июле 2007 года Новгородскую область посетил полпред президента в Северо-Западном федеральном округе Илья Клебанов. По его словам, «представители преступного сообщества глубоко проникли в органы власти региона». К тому времени Кравченко и Мхитарян вступили в партию «Единая Россия». Кроме того, Мхитарян, по ходатайству Михаила Прусака, был награждён орденом Дружбы.
После визита полпреда, 3 августа Михаил Прусак подал в отставку (за месяц до окончания срока своих губернаторских полномочий), и в тот же день Президент России Владимир Путин удовлетворил его прошение. Вскоре после этого Кравченко и Мхитарян покинули Россию.
Осенью 2007 года на обоих главарей ОПГ были заведены уголовные дела. Мхитаряну заочно предъявили обвинения в рейдерском захвате предприятий «Новгородский хлебозавод» и «Спектр», а Кравченко — в убийстве криминального авторитета Олега Журавлева. Оба лидера группировки были объявлены в федеральный, а в 2009 году и в международный розыск. Спустя год Мхитарян был задержан в Армении, экстрадирован в Россию и помещен в петербургский СИЗО «Кресты». Его уголовное дело рассматривал Новгородский районный суд.
За сведения о местонахождении Кравченко УМВД Новгородской области назначило награду в размере 1 миллион рублей. В 2012 году эта сумма была увеличена до 10 миллионов.
Весной 2013 года Кравченко был задержан в городе Украинка Киевской области Украины. Он предпринимал попытки освободиться, пытаясь выдать себя за другого человека (при этом в суд в качестве группы поддержки пришли около 40 человек, из-за чего охране пришлось усилить меры безопасности), а когда это не удалось — подав прошение на статус беженца. У лидера ОПГ были основания надеяться на удовлетворение этого прошения, потому что незадолго до него статус беженца на Украине получил его сообщник Петровский, который выиграл конкурентную борьбу с «Эльдорадо»). 15 января 2014 года Генпрокуратура Украины приняла решение экстрадировать Кравченко в Россию. Но этого сделать не удалось: 24 января Кравченко покончил с собой, связав себе ноги полотенцем, соорудив петлю из простыни и повесившись на решетке окна. Бес оставил предсмертную записку, в которой обвинил украинские власти в невыполнении обещаний и пожелал удачи «революционерам» на Майдане.
Существуют предположения, что Кравченко был убит или тайно отпущен на свободу. Однако никаких подтверждений этих версий нет. По сведениям Новгородского управления МВД, на Украине по-прежнему скрывается один из наиболее активных участников ОПГ Андрей Петровский, экстрадиции которого добивается российская сторона.
2 апреля 2013 года в Новгородской области и Москве были проведены десятки обысков в рамках дела о хищении денег, выделенных на ремонт дорог. В рамках «дорожного дела» были арестованы шесть человек. в том числе Анатолий Петров, который известен в криминальных кругах под кличкой «Бифштекс» и считается помощником Кравченко. После того как Бес бежал на Украину, Бифштекс, по некоторым данным, стал «смотрящим» по Новгородской области.
25 июня 2014 года Новгородский районный суд вынес обвинительный приговор в отношении Тельмана Мхитаряна. Он был признан виновным в вымогательстве, совершенном группой лиц по предварительному сговору, в целях получения имущества в крупном и особо крупном размерах. Главарь ОПГ был приговорен к 13 годам лишения свободы в исправительной колонии строгого режима со штрафом в размере 1 миллион рублей и лишением государственной награды — Ордена Дружбы. Свою вину Мхитарян не признал.